# Lonely Boy
"Lonely Boy" é uma canção da banda estadunidense de rock The Black Keys. É faixa de abertura de seu sétimo álbum de estúdio El Camino e foi lançado como single em 26 de outubro de 2011.

## Faixas
Todas as canções escritas e compostas por Dan Auerbach, Patrick Carney e Danger Mouse.
1. "Lonely Boy" - 3:13
2. "Run Right Back" - 3:17

## Ficha técnica
- Dan Auerbach – Guitarra, vocal, teclado
- Patrick Carney – Bateria, percussão, teclado
- Danger Mouse – Produção, teclado

Músicos adicionais
- Leisa Hans – Vocal de apoio
- Heather Rigdon – Vocal de apoio
- Ashley Wilcoxson – Vocal de apoio